# Chrozophora
Chrozophora é um género botânico pertencente à família Euphorbiaceae.
Plantas distribuidas desde a África e Mediterrâneo até o Sudeste Asiático.

## Sinonímia
| - Crossophora Link. - Crozophora A.Juss. var. ortográfica - Ricinoides Moench | - Tournesol Adans. - Tournesolia Scop. |

## Espécies
Formado por 26 espécies:
| - Chrozophora brocchiana - Chrozophora burmanni - Chrozophora cordifolia - Chrozophora gangetica - Chrozophora glabrata - Chrozophora gracilis - Chrozophora hierosolymitana - Chrozophora integrifolia - Chrozophora lepidocarpa | - Chrozophora mollissima - Chrozophora mujunkumi - Chrozophora obliqua - Chrozophora obliquifolia - Chrozophora oblongifolia - Chrozophora pannosa - Chrozophora parvifolia - Chrozophora peltata - Chrozophora plicata | - Chrozophora prostrata - Chrozophora rottleri - Chrozophora sabulosa - Chrozophora senegalensis - Chrozophora sieberi - Chrozophora subplicata - Chrozophora tinctoria - Chrozophora verbascifolia |

## Nome e referências
Chrozophora Neck. ex A.Juss.